# Campionatele Europene de tenis de masă din 2021
Campionatele Europene de tenis de masă din 2021 s-au desfășurat la Cluj-Napoca, România, în perioada 28 septembrie - 3 octombrie 2021 la BTarena. Campionatele din 2021 au inclus numai probe pe echipe masculine și feminine. Germania a câștigat Campionatul atât la masculin cât și la feminin.

## Masculin

### Faza grupelor
Grupa A
| Loc | Echipa   | MJ | V | Î | Pct | Promovare                        |     | GER | UKR | BLR |
| --- | -------- | -- | - | - | --- | -------------------------------- | --- | --- | --- | --- |
| 1   | Germania | 2  | 2 | 0 | 4   | Promovează în sferturi de finală |     | —   | 3–0 | 3–0 |
| 2   | Ucraina  | 2  | 1 | 1 | 3   |                                  |     | 0–3 | —   | 3–2 |
| 3   | Belarus  | 2  | 0 | 2 | 2   |                                  | 0–3 | 2–3 | —   |     |

Grupa B
| Loc | Echipa | MJ | V | Î | Pct | Promovare                        |     | SWE | BEL | GRE |
| --- | ------ | -- | - | - | --- | -------------------------------- | --- | --- | --- | --- |
| 1   | Suedia | 2  | 2 | 0 | 4   | Promovează în sferturi de finală |     | —   | 3–0 | 3–0 |
| 2   | Belgia | 2  | 1 | 1 | 3   |                                  |     | 0–3 | —   | 3–2 |
| 3   | Grecia | 2  | 0 | 2 | 2   |                                  | 0–3 | 2–3 | —   |     |

Grupa C
| Loc | Echipa   | MJ | V | Î | Pct | Promovare                        |     | ENG | SVK | SRB |
| --- | -------- | -- | - | - | --- | -------------------------------- | --- | --- | --- | --- |
| 1   | Anglia   | 2  | 2 | 0 | 4   | Promovează în sferturi de finală |     | —   | 3–0 | 3–2 |
| 2   | Slovacia | 2  | 1 | 1 | 3   |                                  |     | 0–3 | —   | 3–1 |
| 3   | Serbia   | 2  | 0 | 2 | 2   |                                  | 2–3 | 1–3 | —   |     |

Grupa D
| Loc | Echipa  | MJ | V | Î | Pct | Promovare                        |     | AUT | POL | ESP |
| --- | ------- | -- | - | - | --- | -------------------------------- | --- | --- | --- | --- |
| 1   | Austria | 2  | 2 | 0 | 4   | Promovează în sferturi de finală |     | —   | 3–1 | 3–2 |
| 2   | Polonia | 2  | 1 | 1 | 3   |                                  |     | 1–3 | —   | 3–1 |
| 3   | Spania  | 2  | 0 | 2 | 2   |                                  | 2–3 | 1–3 | —   |     |

Grupa E
| Loc | Echipa     | MJ | V | Î | Pct | Promovare                        |     | DEN | POR | TUR |
| --- | ---------- | -- | - | - | --- | -------------------------------- | --- | --- | --- | --- |
| 1   | Danemarca  | 2  | 2 | 0 | 4   | Promovează în sferturi de finală |     | —   | 3–0 | 3–0 |
| 2   | Portugalia | 2  | 1 | 1 | 3   |                                  |     | 0–3 | —   | 3–0 |
| 3   | Turcia     | 2  | 0 | 2 | 2   |                                  | 0–3 | 0–3 | —   |     |

Grupa F
| Loc | Echipa        | MJ | V | Î | Pct | Promovare                        |     | RUS | FRA | NED |
| --- | ------------- | -- | - | - | --- | -------------------------------- | --- | --- | --- | --- |
| 1   | Rusia         | 2  | 2 | 0 | 4   | Promovează în sferturi de finală |     | —   | 3–0 | 3–0 |
| 2   | Franța        | 2  | 1 | 1 | 3   |                                  |     | 0–3 | —   | 3–0 |
| 3   | Țările de Jos | 2  | 0 | 2 | 2   |                                  | 0–3 | 0–3 | —   |     |

Grupa G
| Loc | Echipa  | MJ | V | Î | Pct | Promovare                        |     | CZE | CRO | ITA | HUN |
| --- | ------- | -- | - | - | --- | -------------------------------- | --- | --- | --- | --- | --- |
| 1   | Cehia   | 3  | 3 | 0 | 6   | Promovează în sferturi de finală |     | —   | 3–2 | 3–0 | 3–1 |
| 2   | Croația | 3  | 2 | 1 | 5   |                                  |     | 2–3 | —   | 3–2 | 3–0 |
| 3   | Italia  | 3  | 1 | 2 | 4   |                                  | 0–3 | 2–3 | —   | 3–1 |     |
| 4   | Ungaria | 3  | 0 | 3 | 3   |                                  | 1–3 | 0–3 | 1–3 | —   |     |

Grupa H
| Loc | Echipa    | MJ | V | Î | Pct | Promovare                        |     | ROU | SLO | FIN | LUX |
| --- | --------- | -- | - | - | --- | -------------------------------- | --- | --- | --- | --- | --- |
| 1   | România   | 3  | 3 | 0 | 6   | Promovează în sferturi de finală |     | —   | 3–2 | 3–1 | 3–1 |
| 2   | Slovenia  | 3  | 2 | 1 | 5   |                                  |     | 2–3 | —   | 3–1 | 3–1 |
| 3   | Finlanda  | 3  | 1 | 2 | 4   |                                  | 1–3 | 1–3 | —   | 3–1 |     |
| 4   | Luxemburg | 3  | 0 | 3 | 3   |                                  | 1–3 | 1–3 | 1–3 | —   |     |

### Runda finală
|  | Sferturi de finală | Sferturi de finală | Sferturi de finală |           |          | Semifinale | Semifinale | Semifinale |  |  | Finală | Finală | Finală |  |
|  |                    |                    |                    |           |          |            |            |            |  |  |        |        |        |  |
|  | 1                  | Germania           | 3                  |           |          |            |            |            |  |  |        |        |        |  |
|  | 1                  | Germania           | 3                  |           |          |            |            |            |  |  |        |        |        |  |
|  | 8                  | Cehia              | 1                  |           |          |            |            |            |  |  |        |        |        |  |
|  | 8                  | Cehia              | 1                  |           | Germania | Germania   | 3          |            |  |  |        |        |        |  |
|  |                    |                    |                    |           | Germania | Germania   | 3          |            |  |  |        |        |        |  |
|  |                    |                    | Danemarca          | Danemarca | 0        |            |            |            |  |  |        |        |        |  |
|  | 5                  | Danemarca          | Danemarca          | Danemarca | 0        | 3          |            |            |  |  |        |        |        |  |
|  | 5                  | Danemarca          |                    |           |          |            |            |            |  |  |        |        |        |  |
|  | 4                  | Anglia             | 2                  |           |          |            |            |            |  |  |        |        |        |  |
|  | 4                  | Anglia             | 2                  |           | Germania | Germania   | 3          |            |  |  |        |        |        |  |
|  |                    |                    |                    |           |          |            |            |            |  |  |        |        |        |  |
|  |                    |                    | Rusia              | Rusia     | 1        |            |            |            |  |  |        |        |        |  |
|  | 3                  | Austria            | Rusia              | Rusia     | 1        | 2          |            |            |  |  |        |        |        |  |
|  | 3                  | Austria            |                    |           |          |            |            |            |  |  |        |        |        |  |
|  | 6                  | Rusia              | 3                  |           |          |            |            |            |  |  |        |        |        |  |
|  | 6                  | Rusia              | 3                  |           | Rusia    | Rusia      | 3          |            |  |  |        |        |        |  |
|  |                    |                    |                    |           | Rusia    | Rusia      | 3          |            |  |  |        |        |        |  |
|  |                    |                    | Suedia             | Suedia    | 0        |            |            |            |  |  |        |        |        |  |
|  | 7                  | România            | Suedia             | Suedia    | 0        | 1          |            |            |  |  |        |        |        |  |
|  | 7                  | România            |                    |           |          |            |            |            |  |  |        |        |        |  |
|  | 2                  | Suedia             | 3                  |           |          |            |            |            |  |  |        |        |        |  |

## Feminin

### Faza grupelor
Grupa A
| Loc | Echipa   | MJ | V | Î | Pct | Promovare                        |     | GER | SVK | ESP |
| --- | -------- | -- | - | - | --- | -------------------------------- | --- | --- | --- | --- |
| 1   | Germania | 2  | 2 | 0 | 4   | Promovează în sferturi de finală |     | —   | 3–0 | 3–1 |
| 2   | Slovacia | 2  | 1 | 1 | 3   |                                  |     | 0–3 | —   | 3–1 |
| 3   | Spania   | 2  | 0 | 2 | 2   |                                  | 1–3 | 1–3 | —   |     |

Grupa B
| Loc | Echipa  | MJ | V | Î | Pct | Promovare                        |     | ROU | ITA | BEL |
| --- | ------- | -- | - | - | --- | -------------------------------- | --- | --- | --- | --- |
| 1   | România | 2  | 2 | 0 | 4   | Promovează în sferturi de finală |     | —   | 3–1 | 3–0 |
| 2   | Italia  | 2  | 1 | 1 | 3   |                                  |     | 1–3 | —   | 3–0 |
| 3   | Belgia  | 2  | 0 | 2 | 2   |                                  | 0–3 | 0–3 | —   |     |

Grupa C
| Loc | Echipa  | MJ | V | Î | Pct | Promovare                        |     | AUT | BLR | SRB |
| --- | ------- | -- | - | - | --- | -------------------------------- | --- | --- | --- | --- |
| 1   | Austria | 2  | 2 | 0 | 4   | Promovează în sferturi de finală |     | —   | 3–0 | 3–0 |
| 2   | Belarus | 2  | 1 | 1 | 3   |                                  |     | 0–3 | —   | 3–0 |
| 3   | Serbia  | 2  | 0 | 2 | 2   |                                  | 0–3 | 0–3 | —   |     |

Grupa D
| Loc | Echipa   | MJ | V | Î | Pct | Promovare                        |     | UKR | CZE | SLO |
| --- | -------- | -- | - | - | --- | -------------------------------- | --- | --- | --- | --- |
| 1   | Ucraina  | 2  | 2 | 0 | 4   | Promovează în sferturi de finală |     | —   | 3–1 | 3–0 |
| 2   | Cehia    | 2  | 1 | 1 | 3   |                                  |     | 1–3 | —   | 3–1 |
| 3   | Slovenia | 2  | 0 | 2 | 2   |                                  | 0–3 | 1–3 | —   |     |

Grupa E
| Loc | Echipa     | MJ | V | Î | Pct | Promovare                        |     | POR | HUN | CRO |
| --- | ---------- | -- | - | - | --- | -------------------------------- | --- | --- | --- | --- |
| 1   | Portugalia | 2  | 2 | 0 | 4   | Promovează în sferturi de finală |     | —   | 3–2 | 3–1 |
| 2   | Ungaria    | 2  | 1 | 1 | 3   |                                  |     | 2–3 | —   | 3–2 |
| 3   | Croația    | 2  | 0 | 2 | 2   |                                  | 1–3 | 2–3 | —   |     |

Grupa F
| Loc | Echipa  | MJ | V | Î | Pct | Promovare                        |     | POL | SWE | ENG |
| --- | ------- | -- | - | - | --- | -------------------------------- | --- | --- | --- | --- |
| 1   | Polonia | 2  | 2 | 0 | 4   | Promovează în sferturi de finală |     | —   | 3–1 | 3–1 |
| 2   | Suedia  | 2  | 1 | 1 | 3   |                                  |     | 1–3 | —   | 3–0 |
| 3   | Anglia  | 2  | 0 | 2 | 2   |                                  | 1–3 | 0–3 | —   |     |

Grupa G
| Loc | Echipa    | MJ | V | Î | Pct | Promovare                        |     | LUX | RUS | GRE |
| --- | --------- | -- | - | - | --- | -------------------------------- | --- | --- | --- | --- |
| 1   | Luxemburg | 2  | 2 | 0 | 4   | Promovează în sferturi de finală |     | —   | 3–1 | 3–1 |
| 2   | Rusia     | 2  | 1 | 1 | 3   |                                  |     | 1–3 | —   | 3–0 |
| 3   | Grecia    | 2  | 0 | 2 | 2   |                                  | 1–3 | 0–3 | —   |     |

Grupa H
| Loc | Echipa        | MJ | V | Î | Pct | Promovare                        |     | FRA | NED | TUR |
| --- | ------------- | -- | - | - | --- | -------------------------------- | --- | --- | --- | --- |
| 1   | Franța        | 2  | 2 | 0 | 4   | Promovează în sferturi de finală |     | —   | 0–3 | 3–0 |
| 2   | Țările de Jos | 2  | 1 | 1 | 3   |                                  |     | 3–0 | —   | 3–2 |
| 3   | Turcia        | 2  | 0 | 2 | 2   |                                  | 0–3 | 2–3 | —   |     |

### Runda finală
|  | Sferuri de finală | Sferuri de finală |            |          | Semifinale | Semifinale |  |  | Finală | Finală |  |
|  |                   |                   |            |          |            |            |  |  |        |        |  |
|  | Germania          | 3                 |            |          |            |            |  |  |        |        |  |
|  | Germania          | 3                 |            |          |            |            |  |  |        |        |  |
|  | Polonia           | 0                 |            |          |            |            |  |  |        |        |  |
|  | Polonia           | 0                 |            | Germania | 3          |            |  |  |        |        |  |
|  |                   |                   |            | Germania | 3          |            |  |  |        |        |  |
|  |                   |                   | Portugalia | 1        |            |            |  |  |        |        |  |
|  | Portugalia        | 3                 | Portugalia | 1        |            |            |  |  |        |        |  |
|  | Portugalia        | 3                 |            |          |            |            |  |  |        |        |  |
|  | Ucraina           | 1                 |            |          |            |            |  |  |        |        |  |
|  | Ucraina           | 1                 |            | Germania | 3          |            |  |  |        |        |  |
|  |                   |                   |            |          |            |            |  |  |        |        |  |
|  |                   |                   | România    | 1        |            |            |  |  |        |        |  |
|  | Austria           | 0                 | România    | 1        |            |            |  |  |        |        |  |
|  | Austria           | 0                 |            |          |            |            |  |  |        |        |  |
|  | Franța            | 3                 |            |          |            |            |  |  |        |        |  |
|  | Franța            | 3                 |            | Franța   | 0          |            |  |  |        |        |  |
|  |                   |                   |            | Franța   | 0          |            |  |  |        |        |  |
|  |                   |                   | România    | 3        |            |            |  |  |        |        |  |
|  | Luxemburg         | 0                 | România    | 3        |            |            |  |  |        |        |  |
|  | Luxemburg         | 0                 |            |          |            |            |  |  |        |        |  |
|  | România           | 3                 |            |          |            |            |  |  |        |        |  |

## Rezumat medalii
| Probă            | Aur                                                                       | Argint                                                                                            | Bronz                                                                          |
| Echipa masculină | Germania Patrick Franziska Ruwen Filus Benedikt Duda Dang Qiu Kay Stumper | Rusia Kirill Skachkov Alexander Shibaev Vladimir Sidorenko Lev Katsman Maksim Grebnev             | Suedia Mattias Falck Jon Persson Anton Källberg Truls Möregårdh                |
| Echipa masculină | Germania Patrick Franziska Ruwen Filus Benedikt Duda Dang Qiu Kay Stumper | Rusia Kirill Skachkov Alexander Shibaev Vladimir Sidorenko Lev Katsman Maksim Grebnev             | Danemarca · Jonathan Groth · Anders Lind · Tobias Rasmussen · Thor Christensen |
| Echipa feminină  | Germania Nina Mittelham Sabine Winter Chantal Mantz Annett Kaufmann       | România · Bernadette Szőcs · Elizabeta Samara · Daniela Dodean · Adina Diaconu · Andreea Dragoman | Portugalia Fu Yu Jieni Shao Rita Fins Inês Matos                               |
| Echipa feminină  | Germania Nina Mittelham Sabine Winter Chantal Mantz Annett Kaufmann       | România · Bernadette Szőcs · Elizabeta Samara · Daniela Dodean · Adina Diaconu · Andreea Dragoman | Franța Yuan Jia Nan Audrey Zarif Pauline Chasselin Prithika Pavade             |